# وزارت توسعه اقتصادی و تجارت (اوکراین)
وزارت توسعه اقتصادی و تجارت (اوکراینی: Міністерство економрозвитку і торгівлі України) مرجع اصلی در سیستم دولت مرکزی اوکراین است که مسئول تشکیل و تحقق سیاست‌های توسعه اقتصادی و اجتماعی دولتی (اقتصاد کسب و کار) است. تنظیم قیمت مصرف‌کننده؛ سیاست‌های اقتصادی صنعتی، سرمایه‌گذاری و تجارت؛ توسعه کارآفرینی؛ مقررات فنی و امنیت حقوق مصرف‌کننده؛ هماهنگی بین سازمانی همکاری اقتصادی و اجتماعی اوکراین با اتحادیه اروپا از وظایف این وزارت است. در سال‌های ۲۰۱۹–۲۰۲۰ نیز وظایف وزارت سیاست کشاورزی و غذا به این وزارت محول شد.
این وزارت خانه مبتنی بر وزارت اقتصاد سابق است، که منشأ آن به کمیسیون برنامه‌ریزی اتحاد جماهیر شوروی اوکراین است. در طول سال‌ها این وزارتخانه شامل وزارت خانه‌های سابق مانند وزارت بازرگانی و وزارت روابط اقتصادی خارجی می‌شد. فعالیت‌های وزارت فعلی توسط کابینه وزیران اوکراین هماهنگ می‌شود.